# Doratulina apicalis
Doratulina apicalis är en insektsart som beskrevs av Singh-pruthi 1930. Doratulina apicalis ingår i släktet Doratulina och familjen dvärgstritar. Inga underarter finns listade i Catalogue of Life.